# Perspective aérienne
Pour les articles homonymes, voir Perspective.

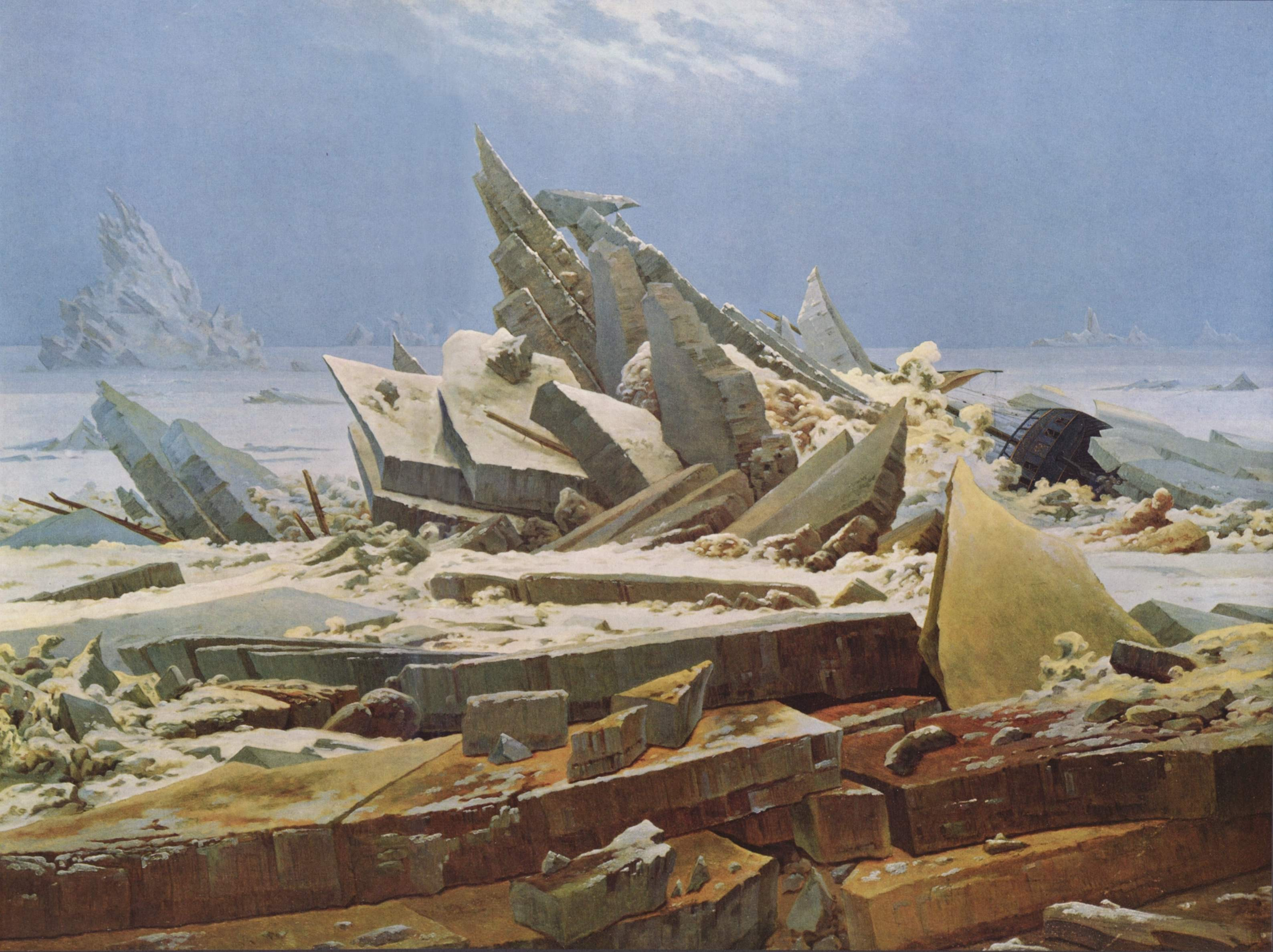
La Mer de glace de Caspar David Friedrich.

La perspective aérienne, perspective atmosphérique ou perspective d'aspect est une technique picturale qui consiste à marquer la profondeur de l'espace par le dégradé progressif des couleurs et l'adoucissement progressif des contours. Elle s'applique presque exclusivement au paysage.
Certains courants artistiques ont estimé que la perspective aérienne se réduisait exclusivement ou principalement à la perspective chromatique, qui est la prédominance des couleurs tirant vers le bleu dans les lointains.

## Explication physique

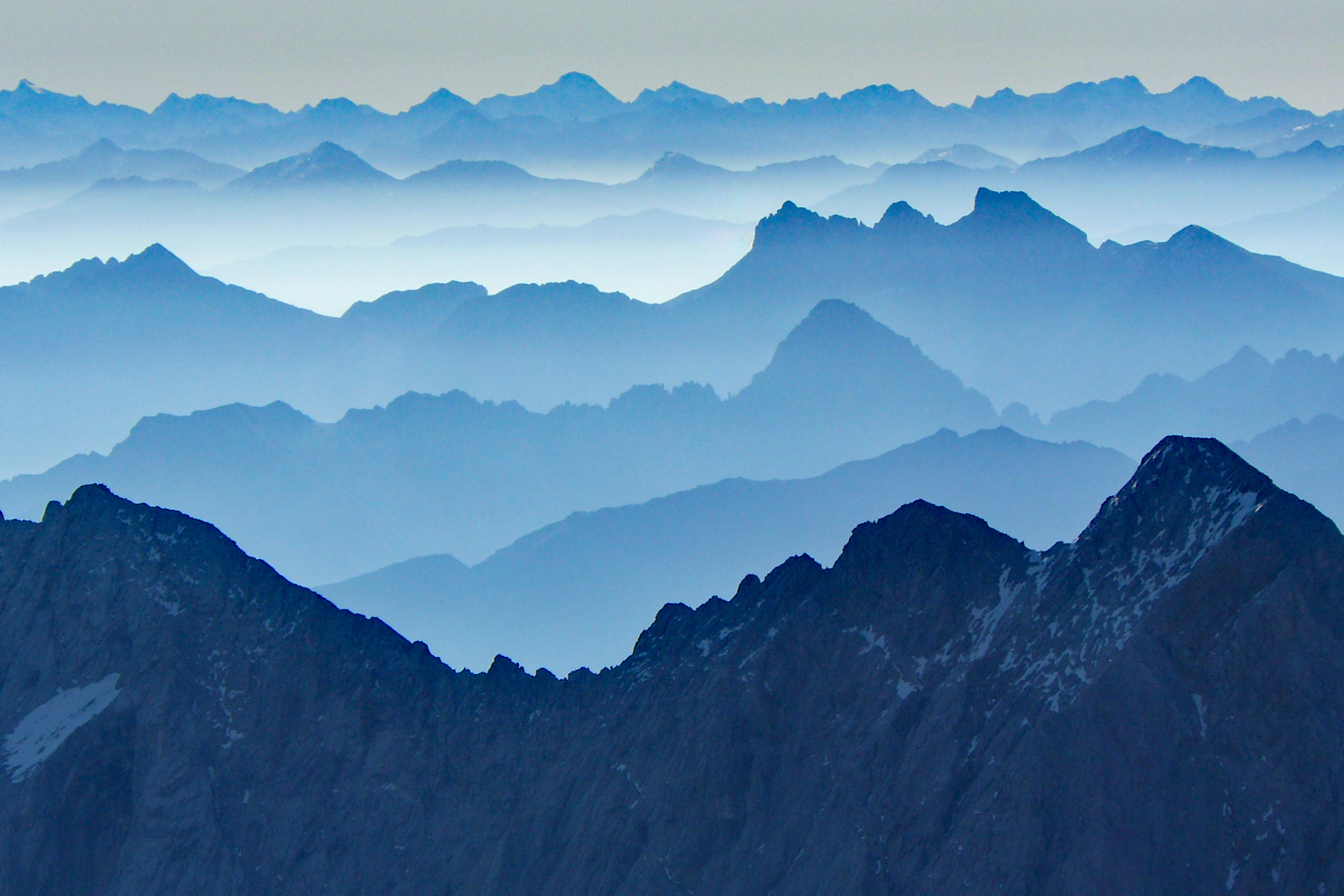
Photographie montrant la variation des teintes selon les éléments successifs de l'arrière-plan.

L'effet d'éloignement, dans un paysage, s'explique par l'effet Tyndall de diffusion de la lumière par les aérosols atmosphériques. La diffusion explique non seulement l'atténuation des contours, mais la dominante bleuâtre des couleurs des objets lointains — comme la ligne bleue des Vosges.
Cet effet constant dans la nature a imprimé dans le système visuel l'association des couleurs froides avec la distance. La psychologie expérimentale reconnaît des couleurs saillantes et fuyantes. Si l'on place un disque de couleur sur un fond gris, le sujet l'identifie comme une pastille sur le fond, s'il est rouge ou rose, mais comme un trou vers un autre fond, s'il est bleu.

## Tradition artistique

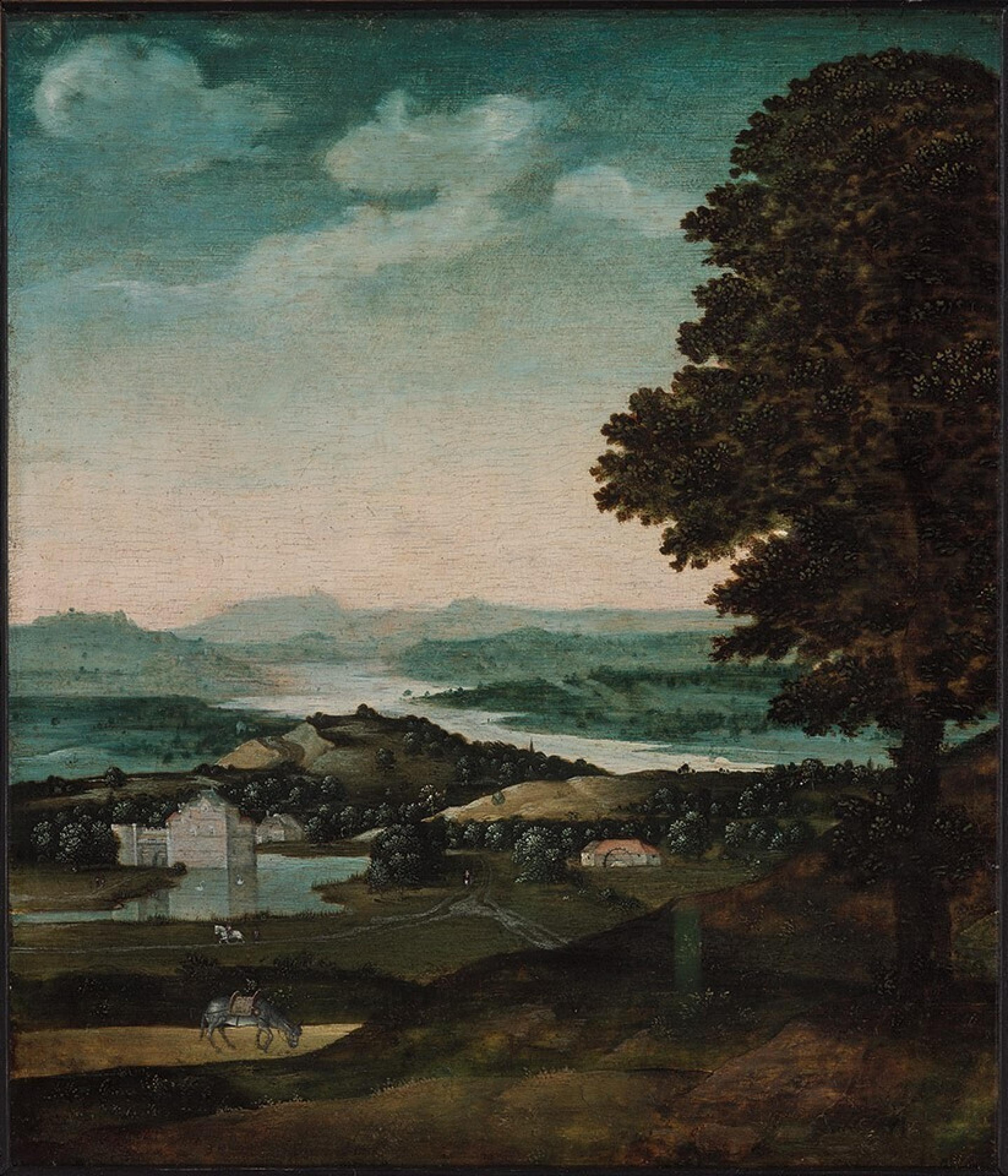
Paysage par Joachim Patinier, vers 1480

Enseignant la peinture de paysage à la fin du XVIIIe siècle, P. H. Valenciennes décompose le rendu de l'espace, ou perspective, en perspective linéaire, qui détermine les lignes, et perspective aérienne, qui détermine les couleurs. Il suit un usage bien établi depuis Girard Desargues, qui avait ainsi divisé son traité de 1648. Le Dictionnaire de Thomas Corneille (édition posthume de 1732) résume : « Outre la perspective linéale ou linéraire qui enseigne, comme nous venons de le dire, la diminution des lignes, les Peintres observent la perspective aérienne, qui consiste dans la diminution des teintes et des couleurs, selon le plus ou le moins d'éloignement des objets ».
Léonard de Vinci consacre plusieurs notes de ses carnets à la "perspective aérienne" (prospettiva aerea, prospettiva de' perdimenti), qui désigne tantôt le phénomène physique de l'extinction atmosphérique, tantôt son rendu artistique. Dans tous les cas, Léonard interprète le phénomène comme un effet des vapeurs, de la brume, des fumées ou poussières présents dans l'air atmosphérique. Cette description pourrait dériver de la lecture d'auteurs anciens comme Ptolémée et Alhazen.
Au XIXe siècle, les artistes de l'école de Barbizon et les courants suivants, intéressés par le paysage et les effets de lumière, vont pratiquer assidûment la perspective aérienne. À la même époque, l'effet de la distance sur les formes et les couleurs fait l'objet d'investigations scientifiques. En 1791, Watelet estimait que la perspective aérienne « n'est pas soumise à des principes rigoureusement démontrés » et que « c'est surtout par l'observation que l'artiste apprendra les loix de la perspective aérienne ». La primauté de l'observation humaine reste une base de l'art, mais au milieu du XIXe siècle, von Brücke et Helmholtz abordent le sujet d'un point de vue scientifique dans les Principes scientifiques des beaux-arts. Plusieurs autres savants comme Rayleigh fourniront des études scientifiques sur la diffusion de la lumière dans l'atmosphère, responsable de la couleur du ciel.
Un artiste peut appliquer à la fois la perspective linéaire et la perspective aérienne à un même tableau, aussi bien qu'il peut n'utiliser que l'une ou l'autre. Les peintres français du XVIIIe siècle, tout comme les peintres chinois classiques ont été très attentifs à la perspective aérienne.

## Perspective chromatique

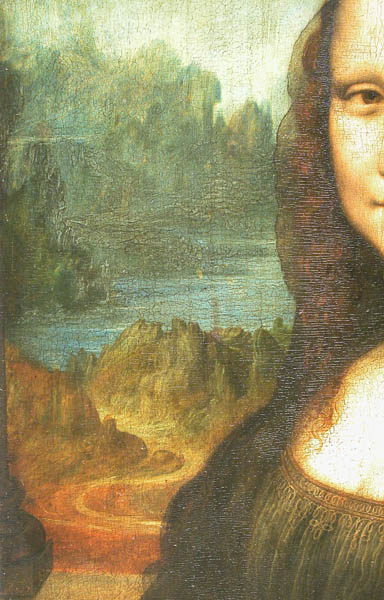
Le renforcement des couleurs de l'arrière plan de La Joconde met en évidence la perspective chromatique.

Pour certains enseignements artistiques, la distance se marque par des couleurs bleuâtres. Dans de nombreuses peintures comme La Vierge aux rochers ou La Joconde, Léonard de Vinci peint les lointains plus bleus que les plans plus rapprochés. Zaccolini, admirateur de Léonard, amende quelque peu le propos, mais fait du rendu des lointains un point capital de son influent traité Des couleurs, écrit au début du XVIIe siècle.
Goethe affirme : « il est certain que la perspective atmosphérique dépend de la doctrine des milieux troubles. Le ciel et les objets éloignés, les ombres rapprochées nous paraissent bleus ; les objets brillants et resplendissants nous offrent des nuances qui peuvent varier du jaune au rouge pourpre ; dans beaucoup de cas, les couleurs sont telles pour nos yeux, qu'un paysage incolore, grâce aux conditions bien observées du clair et de l'obscur, peut nous paraître vivement coloré ». C'est ce que conteste Valenciennes : « il n'y a point, sur les objets de la Nature, de couleur fuyante, ni qui avance plus qu'une autre, si ce n'est celle qui participe le plus à la couleur aérienne (…) Un objet dont la couleur est rouge, placé à une très-grande distance de notre œil, reste à cette distance, malgré sa couleur forte et décidée : à la vérité, cette couleur est extrêmement affaiblie par l'interposition des vapeurs terrestres qui se trouvent entre cet objet et notre œil, et qui établissent une très-grande différence de cette couleur à la même qui serait placée sur le devant du tableau. C'est en faisant sentir plus ou moins cette vapeur, que l'on avance ou qu'on recule l'objet ».
Un système artistique utilise résolument les couleurs fuyantes, bleuâtres, pour les creux et les lointains. L'art moderne, après Cézanne, en fera une base de la composition, passant du modelé à la modulation.

## Exemples
Dans son tableau La Mer de glaces de Caspar David Friedrich les plans prennent progressivement la teinte du ciel bleu dans leur succession du proche au lointain.

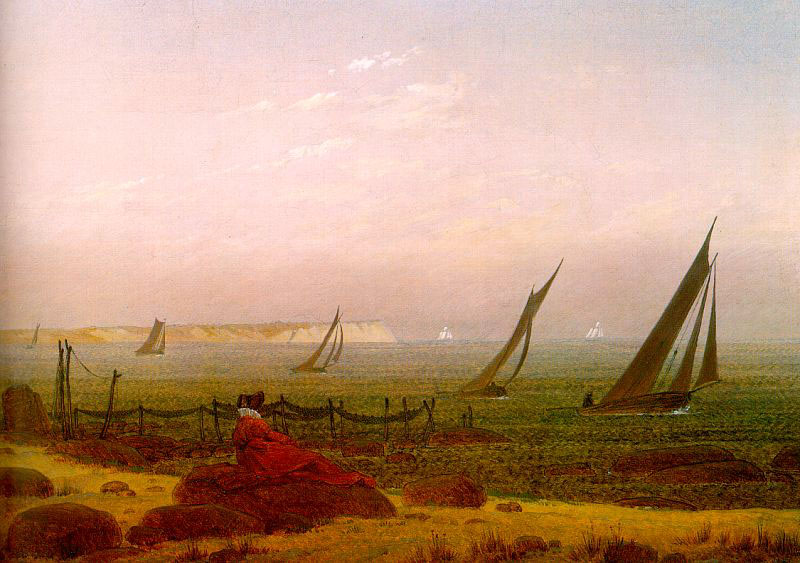
Woman on the Beach of Rügen (1818) Caspar David Friedrich
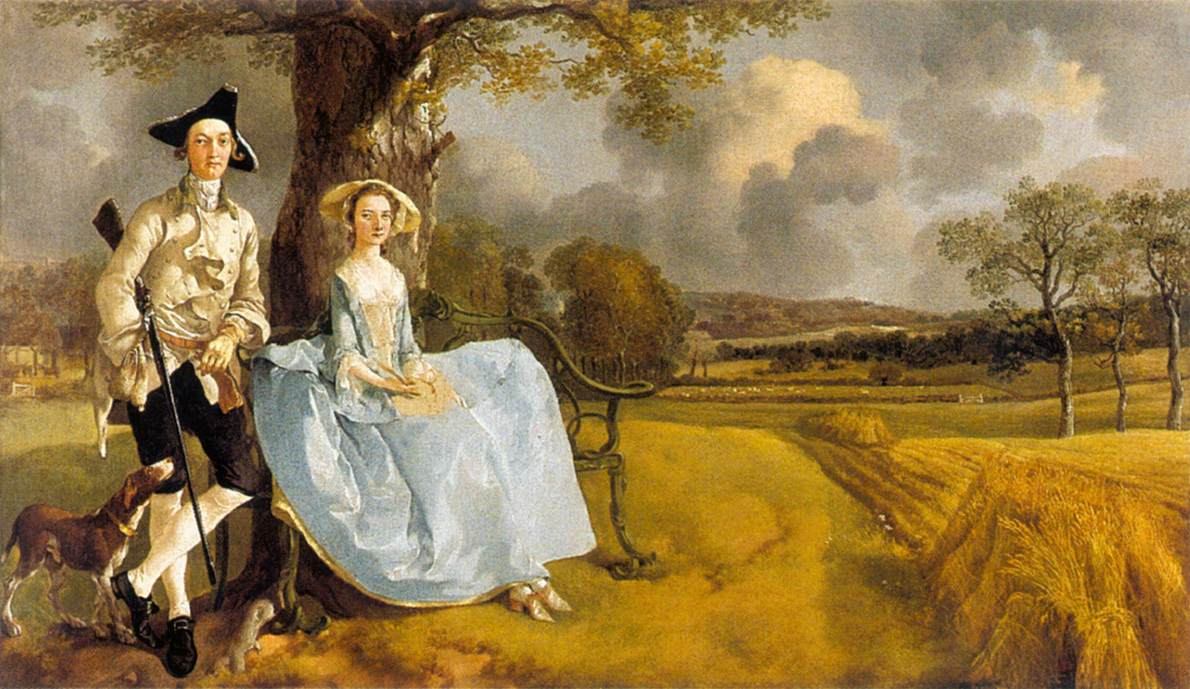
Mr. and Mrs. Andrews (1748-1750) Thomas Gainsborough

### Terminologie
Perspective aérienne et perspective atmosphérique sont interchangeables, le premier se trouvant plus fréquemment dans les sources depuis le XVIIe siècle, tandis que certains auteurs comme le savant Hermann von Helmholtz préfèrent le second, attesté seulement au XIXe siècle. L'expression un peu plus lourde présente l'avantage d'éviter toute ambiguïté. À la fin du XVIIIe siècle, les procédés de perspective linéaire s'enseignent en vue de peindre des tableaux verticaux. Les principes sont identiques, mais les méthodes diffèrent pour les plafonds peints. Ces derniers représentent souvent des créatures célestes, spirituelles ou divines. La perspective aérienne n'a rien à voir avec ces êtres aériens.
La perspective chromatique est la partie du sujet qui concerne l'affaiblissement des couleurs et à la dominante bleue des fonds, à l'exclusion de la diminution du contraste et de la confusion des contours : « La perspective aérienne est composée de la perspective du clair-obscur, et de la perspective chromatique ou des couleurs ».